# 尤努斯·厄泽尔
尤努斯·厄泽尔（土耳其語：Yunus Özel，1987年8月18日—），土耳其男子摔跤运动员。他曾代表土耳其参加2014年世界摔跤锦标赛，获得一枚银牌。他也曾参加2015年欧洲运动会。